# 尾張東部衛生組合晴丘センター

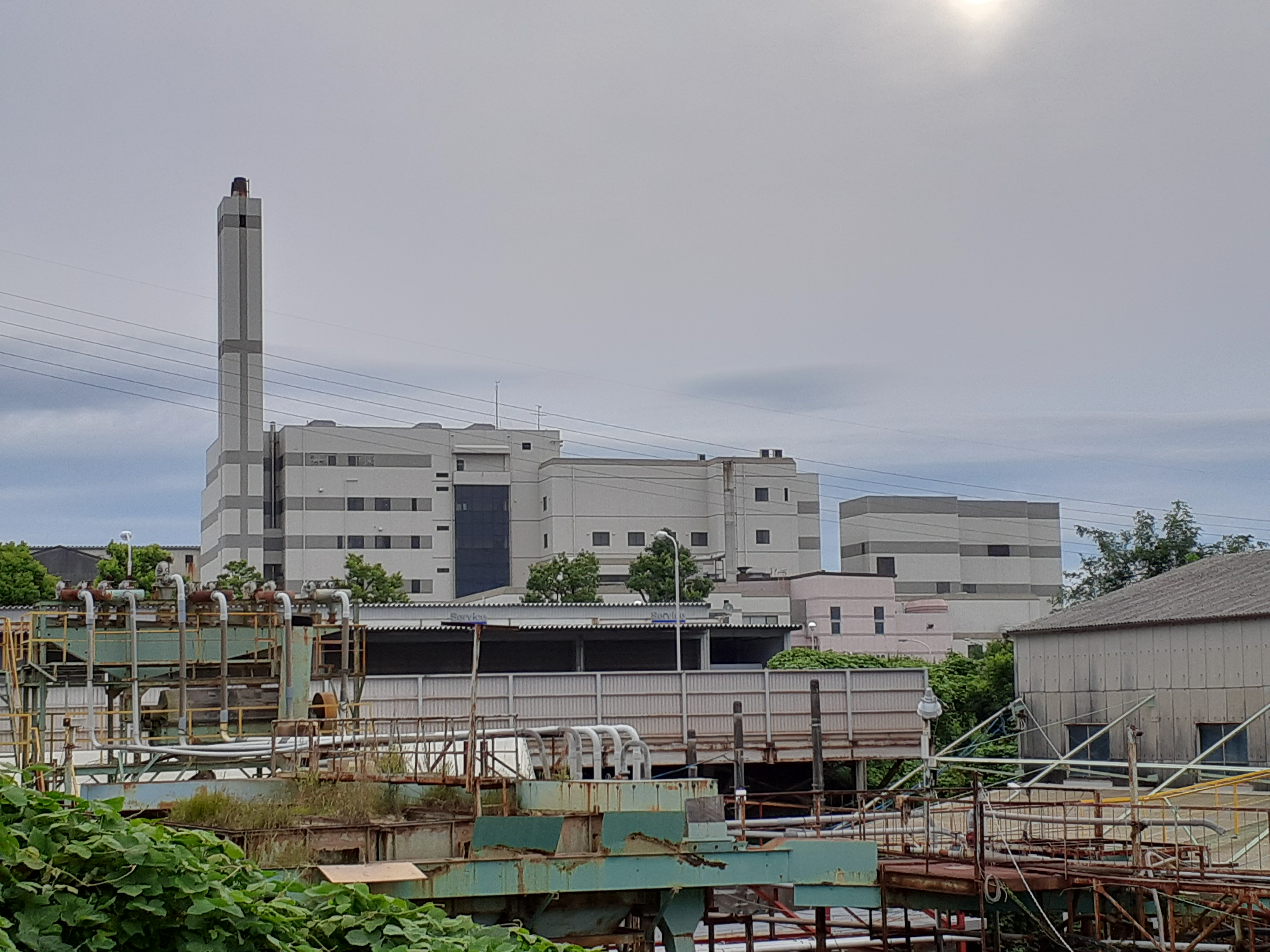
尾張東部衛生組合晴丘センターの外観。愛知県瀬戸市小坂町の国道363号（通称：瀬港線）より撮影。

尾張東部衛生組合晴丘センター（おわりとうぶえいせいくみあいはるおかセンター）は、愛知県尾張旭市晴丘町東33-1に立地するごみ処理施設。

## 概要
瀬戸市・尾張旭市・長久手市の3市で構成される一部事務組合である尾張東部衛生組合の施設であり、上記3市の家庭ごみと事業系ごみの受け入れを行う。可燃ごみの焼却能力は1日当たり300tである。また粗大ごみや不燃ごみは破砕された後、最終的に4種類（可燃物・不燃物・鉄・アルミニウム）に選別される。ここで破砕された廃棄物や焼却灰は瀬戸市北丘町の最終処分場に埋め立てられる（焼却灰の一部は知多郡武豊町の愛知臨海環境整備センターで処理される）。
現在の焼却炉は竣工から30年近く経過しており、後述の通り、2020年（令和2年） - 2022年（令和4年）に、本施設の大規模な延命工事が行われる。

## 沿革
晴丘センター#沿革より抜粋。
- 1964年（昭和39年）4月 - 瀬戸市と東春日井郡旭町（当時）により瀬戸市旭町衛生組合が設立される。
- 1966年（昭和41年）2月 - 瀬戸市西山路町に赤津焼却場が完成。
- 1970年（昭和45年）12月 - 旭町の市制施行（尾張旭市）に伴い、瀬戸市尾張旭市衛生組合に名称変更。
- 1972年（昭和47年）12月 - 尾張旭市晴丘町地内に焼却施設ならびに破砕処理施設を着工。
- 1973年（昭和48年）1月 - 組合に愛知郡長久手町（当時）が加入。
- 1973年（昭和48年）8月 - 破砕施設が完成。
- 1973年（昭和48年）12月 - 尾張東部衛生組合に名称変更。
- 1974年（昭和49年）7月 - 焼却施設が完成（赤津焼却場は廃止）。
- 1989年（平成元年）6月 - 施設更新工事の着工。
- 1990年（平成2年）3月 - 新型破砕処理施設が完成（1973年完成の破砕処理施設は廃止）。
- 1992年（平成4年）3月 - 新型焼却施設が完成（1974年完成の焼却施設は廃止）。
- 2020年（令和2年）7月 - 焼却炉延命化工事開始予定（- 2022年（令和4年）3月）。なお、工事期間中に焼却炉が使用できない期間は、他の近隣の清掃工場に処理を委託する予定である[4]。

## 地理
本施設は瀬戸市との境界近くにあり、矢田川と国道363号（通称：瀬港線）に挟まれた場所に立地する。

## 交通アクセス
- 名鉄バス本地ヶ原線 「東本地ヶ原」または「坂上」バス停より徒歩で約5分。
- 名鉄瀬戸線 三郷駅より徒歩で約30分。